# قبائل العوادية والفادنية
قبائل العوادية والفادنية هي من قبائل الصغيرة البدوية الخالصة العروبة والنسب الذين يعيشون في صحراء بيوضة ، السودان ، بين آبار جاكدول و المتمة الإثيوبية . غالبًا ما يتم تصنيفهم بشكل غير صحيح على أنهم جعليين . لديهم عدد من الخيول والماشية ، من السلالة السابقة لدنقلا السوداء. في معركة أبو كليّة (17 يناير 1885) ، برزت شجاعتهم في الركوب ضد الساحة البريطانية . 